# Łukasz Wiśniewski (cestista)
Łukasz Wiśniewski (Toruń, 7 dicembre 1984) è un ex cestista polacco.
Alto 186 cm, giocava come guardia.

## Carriera
Con la Polonia ha disputato i Campionati europei del 2011.

## Palmarès
- Coppa di Polonia: 2

Trefl Sopot: 2012
Pierniki Toruń: 2018
- Supercoppa polacca: 2

Turów Zgorzelec: 2014
Pierniki Toruń: 2018